# III Premis Simón
La 3a edició dels Premis Simón va tenir lloc en 2014. Els premis van ser lliurats per l'Acadèmia del Cinema Aragonès (ACA) durant una cerimònia que va tenir lloc el 5 de maig de 2014 al Teatro Principal de Saragossa i que va ser presentada pels músics Ludmila Mercerón i Emilio Larruga. Els premis competitius atorgats en set categories reconeixien la labor realitzada per diferents professionals durant l'any 2013. Pel que fa a l'edició anterior es va suprimir el premi al millor guió i van crear els premis a la millor banda sonora original i al millor muntatge.
La pel·lícula Por qué escribo va guanyar els premis a la millor interpretació (Jorge Usón), millor banda sonora original (Miguel Ángel Remiro) i el premi de la categoria especial, atorgat als efectes especials de Sergio Duce. Per part seva, Juego de espías va guanyar el premi al millor llargmetratge i el concedit al millor muntatge (Germán Roda). El Simón d'honor va ser concedit al productor i guionista Eduardo Ducay.

## Premiats
| Categoria                    | Premiat                                         | Labor premiada                        | Finalistes |
| ---------------------------- | ----------------------------------------------- | ------------------------------------- | --- |
| Simón d'honor                | Eduardo Ducay                                   | Trajectòria                           | |
| Millor llargometratge        | Juego de espías de Germán Roda i Ramón J. Campo | Pel·lícula                            | Aniversario 40. Asociación de Vecinos del Barrio de San José de Zaragoza El hombre y la música Los chicos de mañana Una mujer sin sombra. Asunción Balaguer Vigilo el camino |
| Millor interpretació         | Jorge Usón                                      | Por qué escribo                       | Amelia Ríus Carmen Barrantes Eva Villar José Luis Gil Salomé Jiménez |
| Millor curtmetratge          | Te escucho de Jorge Blas                        | Película                              | Cuatro veintes La peste Marcelino, no te vayas Personas que quizá conozcas Por qué escribo                                                                                   |
| Millor videoclip             | La tienda de Santi García                       | Videoclip de Tako                     | Así seguiré Dame una pista De tarima Holocausto Julie (Como Out of the Rain)                                                                                                 |
| Millor banda sonora original | Miguel Ángel Remiro                             | Por qué escribo                       | Álvaro Aragüés Cuti Vericad Jesús Aparicio Rodríguez Sergio Jiménez Jesús Aparicio                                                                                           |
| Millor muntatge              | Germán Roda                                     | Juego de espías                       | Francisco Javier Millán, Manuel Aparicio y Jorge Aparicio Gaizka Urresti Pablo Aragüés Román Magrazó Santiago García Lázaro                                                  |
| Categoria especial           | Sergio Duce                                     | Efectos especiales de Por qué escribo | Manuel y Jorge Aparicio Sergio Duce Germán Roda Patricia Roda |